# پینارباشی

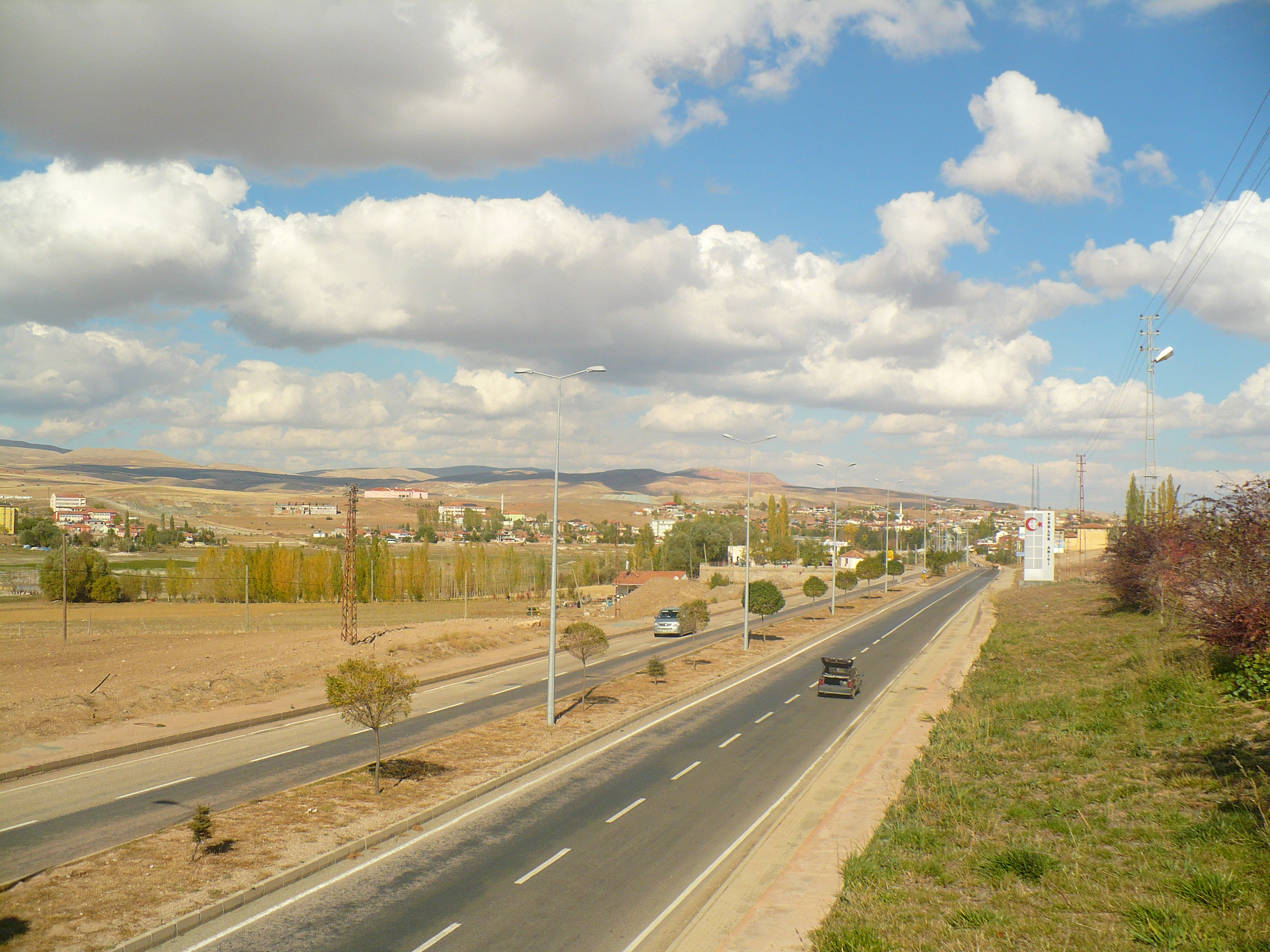
پینارباشی

پینارباشی (به ترکی استانبولی: Pınarbaşı) شهری است در کشور ترکیه که در استان قیصریه واقع شده‌است. جمعیت این شهر بر اساس سرشماری سال ۲۰۰۸ میلادی ۱۱٬۹۲۷ نفر و بر اساس برآوردهای سال ۲۰۰۹ میلادی ۱۱٬۲۰۰ نفر می‌باشد.